# That Winter, the Wind Blows
That Winter, The Wind Blows (em coreano:  그 겨울, 바람이 분다, Geu Gyeo-ul, Baram-i Bunda) é uma telenovela sul-coreana exibida pela SBS de 13 de fevereiro à 3 de abril de 2013 para 16 episódios, estrelado por Zo In-sung, Song Hye-kyo, Kim Bum e Jung Eun-ji.

## Elenco
- Zo In-sung como Oh Soo
- Song Hye-kyo como Oh Young
- Kim Bum como Park Jin-sung
- Jung Eun-ji como Moon Hee-sun
- Bae Jong-ok como Wang Hye-ji
- Kim Tae-woo como Jo Moo-chul
- Kim Kyu-cheol como Jang Sung
- Kim Young-hoon como Lee Myung-ho
- Im Se-mi como Son Mi-ra
- Choi Seung-kyung como Shim Joong-tae
- Han Jung-hyun como Kim Jung-hyun
- Jung Kyung-soon como Jo Sun-hee
- Kim Jong-hyun
- Go In-beom como o pai de Jin-sung
- Seo Hyo-rim como Jin So-ra
- Lee Jae-woo como Oh Soo (jovem)
- Kyung Soo-jin como Moon Hee-joo
- Yoo Gun como Jung-woo

## Trilha sonora
1. "Gray Paper" - Yesung (Super Junior)
2. "Snowflake" - Gummy
3. "Winter Love" - The One
4. "Tears Falling (versão guitarra)" - Kim Bo-ah (Spica)
5. "And One" - Taeyeon (Girls' Generation)
6. "Winter Love (versão para piano)" - The One
7. "Tears Falling (versão para piano)" - Kim Bo-ah (Spica)
8. "Winter Love" - 2eyes
9. "Blind Love"
10. "Wanting to Live"
11. "With U"
12. "Goodbye Happiness"
13. "7.8 billion won"
14. "Love and Such Is Not Necessary"
15. "It's Over"
16. "Winter Wind"
17. "Room of Secrets"
18. "Open Your Eyes"
19. "Poker Face"
20. "Misunderstanding"
21. "Black Jack"
22. "Warm Eyes"
23. "Young's Room"
24. "Meeting Love in Winter"

## Prêmios
49th Baeksang Arts Awards
- Melhor diretor: Kim Kyu-tae
- Melhor atriz: Song Hye-kyo (nomeado)

19th Shanghai Television Festival
- Melhor série de televisão estrangeira: That Winter, The Wind Blows